# Filisteus
Os filisteus 

Estados Filisteus ca.

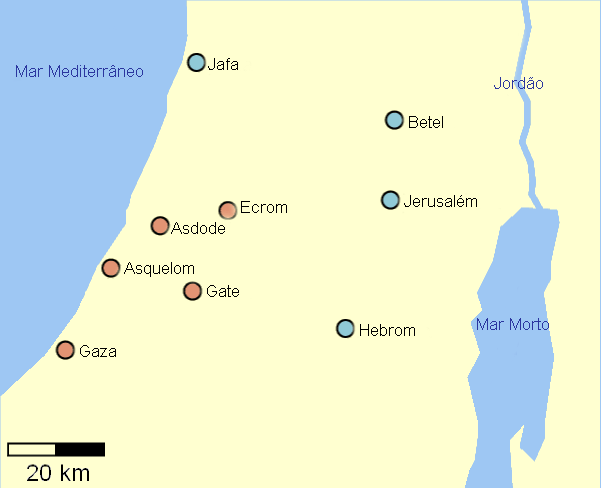
Pentápolis filisteia (em vermelho)

(em hebraico: פְּלְשְׁתִּים; romaniz.: pəlīšttîm) foram um povo que ocupou a costa sudoeste de Canaã, com seu território nomeado como Filístia em contextos posteriores. Teoriza-se que eles se originaram entre os "povos do mar". A arqueologia moderna também sugeriu os primeiros laços culturais com o mundo micênico na Grécia. Apesar de eles terem adotado a língua e a cultura local cananeia antes de deixar quaisquer textos escritos (e posteriormente adotarem a língua Aramaica), uma origem indo-europeia tem sido sugerida para um grande número de palavras filisteias conhecidas que sobreviveram como estrangeirismos em hebraico. Segundo o investigador Antônio Carlos Pavão, os filisteus derrotaram os israelitas porque sabiam fazer o aço, enquanto os israelitas ainda estavam na era do bronze. No entanto, é mais possível que influência dos estrangeirismos no hebraico pode ser atribuída à forte influência cultural e comercial grega posterior. Os Povos do Mar tem origem ainda incerta, podendo ser inclusive um ramo invasor Hitita. Por outro lado a Civilização Minoica, era matriarcal como apontam estudos de Heide Gottner-Abendroth e tinham tendências comerciais, mas não expansionistas e bélicas, além de não conhecerem e nem utilizarem armas de ferro ou aço, desaparecendo mesmo séculos antes da colonização dos filisteus. Já a Civilização Micênica, apesar de expansionistas, não há relato histórico comprovado de terem migrado para a região de Canaã, também não usavam armas de metal, não consumiam carne de porco, sua arte cerâmica e de estátuas não era sofisticada, o que coloca sérias dúvidas sobre a teoria de que os Povos do Mar eram gregos, reduzindo esta teoria a uma interpretação religiosa e controversa. Outro aspecto claramente histórico a desfavor da tese da origem grega para os filisteus é que não há nenhum registro documentado de historiadores gregos ou de outras culturas da época que indiquem movimento expansionista naquele sentido na época dos filisteus. Segundo o arqueologista Aren Maeir, há fortes questionamentos sobre pesquisas com DNA na região, considerando "...adverte contra o excesso de simplificação da história dos filisteus, considerando os vilões bíblicos “um grupo ‘heterogêneo’ ou ‘transcultural’, composto de povos de várias origens.” 

## Origem
Sua origem ainda hoje é motivo de controvérsias. Há polêmica até mesmo sobre o fato de que se tratava de um único povo ou de uma confederação de povos que migraram do Mar Egeu para o leste do Mar Mediterrâneo no século XIII a.C.
Segundo a Bíblia, os filisteus teriam se originado de Casluim, o qual teria sido um dos filhos de Mizraim, patriarca dos egípcios, e neto de Cam. No entanto, a teoria mais aceita cientificamente baseia-se na hipótese de que se tratava de um grupo indo-europeu que conviveu durante séculos com os povos semitas da região conhecida como Filistia[carece de fontes?]. Em 2016, descobriu-se um grande cemitério filisteu, contendo mais de 150 mortos enterrados em túmulos ovais, indicando uma origem do mar Egeu, que ainda não foi confirmada por testes genéticos.
A primeira notícia que se tem sobre os filisteus surge de relatos egípcios sobre os "Povos do Mar", isto é, levas de migrantes que vieram por mar para o atual Egito. As crônicas egípcias registram que, entre estes povos, encontravam-se os filisteus (peleset), mas havia ainda outros.
Esses "povos do mar", após várias batalhas marítimas, foram derrotados pelos egípcios sob o comando de Ramessés III. Por fim, foram  obrigados a buscar terras mais a leste na região costeira onde era Canaã. Lá, fundaram cinco cidades: Asdode, Ascalão, Ecrom, Gaza e, a maior delas, Gate.
Durante o período em que viveram nesta região, conhecida como a pentápole filisteia, quase sempre estiveram em guerra com seus inimigos hebreus; dos quais, aliás, são oriundas a maioria das informações sobre aquele povo.
Pesquisas atuais revelam o elevado grau de sofisticação na produção de artefatos de metal e de outros materiais deste povo. Graças a seu avançado estágio de trabalho em metalurgia, quase sempre quando os Filisteus iam a guerra contra os Hebreus, seus exércitos eram vitoriosos.
Esse povo, sendo de origem indo-europeia, possuía uma cultura e costumes bem diversos dos demais povos da região. Os hebreus, em particular, os achavam "bárbaros incivilizados". O costume filisteu de comer porcos e de não realizar a circuncisão, por exemplo, em muito deve ter contribuído para as opiniões negativas. Ambos os povos foram eclipsados em período posterior pelo expansionismo guerreiro do Império Neobabilônico.
Embora o assentamento dos filisteus na costa tenha seguido uma expansão através do sul de Canaã, as guerras com os israelitas e outros povos acabaram confinando-os na pentápole. No entanto, eles continuaram a ser uma ameaça política (incursões militares, especialmente no momento da colheita) e cultural para esse estado.
A federação filisteia perdeu temporariamente sua autonomia no século X a.C. sob hegemonia egípcia e definitivamente após a conquista pelo Império Neoassírio em 722 a.C.. Nabucodonosor II devastou o território filisteu em 604 a.C. e, como o resto do Oriente Médio, caiu nas mãos do império de Alexandre, o Grande no século IV a.C.. Naquele tempo, parece que os filisteus já haviam perdido grande parte de sua identidade cultural. No entanto, o termo Peleset e, mais tarde, as versões grega (Παλαιστινή, Palaistinḗ) e latina (Palæstina) continuaram a ser usadas como um termo geográfico, referindo-se a uma área cada vez mais extensa.